# Hanns Gobsch
Friedrich Johannes „Hanns“ Gobsch (* 1. August 1883 in Chemnitz; † 3. Dezember 1957 in Murnau) war ein deutscher Schriftsteller und Bühnenautor.

## Leben
Gobsch wuchs in seiner Geburtsstadt Chemnitz auf und machte seinen Schulabschluss am Realgymnasium. Nach dem Abitur trat er als Fahnenjunker in die sächsische Armee ein. Nach einer militärischen Grundausbildung wurde er an die Kriegsakademie in Berlin kommandiert und dort zum Oberleutnant befördert. Mit Beginn des Ersten Weltkrieges kämpfte er an verschiedenen Frontabschnitten. Nach schweren Verwundungen wurde er im Raum Dresden als Generalstabsoffizier im Range eines Hauptmanns im Bereich des militärischen Nachrichtendienstes, Sektion III b des Großen Generalstabes, eingesetzt. Im Zuge einer Neuausrichtung der nachrichtendienstlichen Organisation übernahm er im Dezember 1915 die Leitung der Nachrichtenstelle Budapest („Nobud“). Bereits zu Beginn seiner Dienstzeit führte er die Berichterstattung nach Berlin auf der Grundlage eines klaren Informationsbedarfs, einheitlicher Fragebögen für Verhöre, und Leistungsnachweise für Agenten und V-Leute ein. Der bisher in der Nachrichtenstelle tätige Hermann Consten (1878–1957) wurde ihm unterstellt, da dieser kein Offizier war.

## Künstlerisches Wirken
In der Budapester Zeit erschien Gobschs erste Publikation unter dem Titel „Vogesenkämpfe“, in der er seine Kriegserlebnisse an der deutsch-französischen Frontlinie verarbeitete.
Nach dem Krieg ließ sich Gobsch in Mecklenburg nieder und begann Romane zu schreiben, die zum Teil auch in anderen Sprachen veröffentlicht wurden. 1920 erschien sein Roman „Bernd Thormann“ und 1924 „Der Einsame von St. Laurin“. Den künstlerischen Durchbruch schaffte er mit dem Buch „Wahn-Europa 1934 – eine Vision“, das 1931 im Fackelreiter Verlag Hamburg erschien. Damit nahm er die nahende europäische Katastrophe künstlerisch vorweg. Insgesamt in fast 70 Sprachen wurde dieses Werk von ihm übersetzt. Während der Zeit des Nationalsozialismus befand sich das Buch auf dem Index der aus den deutschen Bibliotheken zu entfernenden Werke. Im Jahr 1932 zog er nach Murnau bei Garmisch, wohnte und arbeitete hier im Haus Vierlinden.
In Murnau begann seine wichtigste und erfolgreichste Schaffensperiode als Schriftsteller und Bühnenautor. Hier gelang es Gobsch, eine enge Zusammenarbeit mit großen Theaterbühnen herzustellen. Das 1934 fertiggestellte Drama „Das letzte Jahr“, ein Napoleon-Josephine-Stück, wurde in  Berlin, Wien und anderen Großstädten aufgeführt.  Kurz danach das Schauspiel „Herr Vanhusen liquidiert“ und das Drama „Kreuznacht des Berthold Lenz“. Es folgte 1935 „Unstern über Russland“ an. Dabei handelte es sich um eine Tragödie über die letzte russische Zarin. Im November 1937 wurde das Stück „Fischzug über Neapel“ aufgeführt, eine abenteuerliche Geschichte über Lady Hamilton. In der Spielzeit 1938/1939 hatte das Staatstheater Oldenburg das Schauspiel „Der Thron zwischen den Erdteilen“ erfolgreich auf dem Programm.
Ebenfalls 1938 erschien sein Stück „Der andere Feldherr“, das im russischen Generalstab zur Zeit der Schlacht von Tannenberg spielte und den Oberbefehlshaber der 2. Russischen Armee, General Samsonow, in den Mittelpunkt seiner Handlung stellte. Außerdem brachte Gobsch „Die Tragödie Russlands“ heraus. Eine zeitweilige Intendanz, an der Seite von Ernst Luisenhop, hatte er dann 1939 am Stadttheater Freiberg (Sachsen). Von großem Erfolg war auch das 1940 aufgeführte Stück „Maria von Schottland“, das in den Jahren von 1561 bis 1567 nach Maria Stuarts Rückkehr aus Frankreich bis zu ihrer Flucht in englische Gefangenschaft spielte. Es wurde am Staatstheater Dresden während der Spielzeit 1940 mehrfach gezeigt. Aber auch das Staatstheater Oldenburg nahm 1942 wieder Themen von ihm auf und hatte 1942 die Tragödie „Unstern über Russland“ auf dem Spielplan. Mit dem Schauspiel „Die Weltenuhr“ beendete er dann diese Schaffensperiode. Danach war Gobsch lange Zeit schwer erkrankt.
Erst 1948 war er wieder künstlerisch tätig und schrieb die Komödie „Meister Kastell“, gefolgt von dem Schauspiel „Der Komet“. Es folgten 1951 die Komödie „Die rote Mütze“ und ein Jahr darauf „Die Stunde des Herrn Bressel“. März 1953 wurde am Theater in Augsburg unter dem Intendanten Willy Becker das Schauspiel „Madam de Stael“ uraufgeführt und ein Jahr später die  Komödie „Frühlingsfest in Ithaka“ mit dem Untertitel „Eine Komödie der Weltgeschichte“. Sein letztes fertiggestelltes Werk war 1954 das Schauspiel „Remis“.

## Schriften und Stücke (Auswahl)
- Vogesenkämpfe, Kriegserlebnisse, Salzer Verlag, Heilbronn 1915
- Bernd Thormann – Roman eines Künstlers, Verlag Quelle & Mayer, Leipzig 1920
- Der Einsame von Sankt Laurin, Roman, 1924
- Wahn-Europa 1934. Eine Vision. Fackelreiter-Verlag, Hamburg 1931
  - Hanns Gobsch, Ian F.D. Morrow: Death Rattle, Little, Brown, Boston 1932
- Das letzte Jahr, Drama, 1933
- Herr Vanhusen liquidiert, Schauspiel
- Die Kreuznacht des Berthold Lenz, Drama
- Unstern über Rußland, Tragödie des Ostens in 4 Akten, Oesterheld, Berlin 1934
- Gleichnisse der Ewigkeit, Bausteine zur deutschen Lebensgestaltung, (Nachwort von Ernst Adolf Dreyer), Der neue Sieben Stäbe Verlag, Hamburg 1935
- Fischzug in Neapel, Komödie, Die Rampe Theaterverlag, Berlin 1937
- Illussion
- Der Thron zwischen Erdteilen, Schauspiel, Behr, Berlin & Leipzig, 1938
- Der andere Feldherr, Schauspiel in 3 Akten, Behr, Berlin & Leipzig, 1938
- Die Tragödie Russlands, B. Behr’s Verlag, 1938
- Maria von Schottland, Sächsisches Staatstheater Dresden, 1940
- Die Weltenuhr, Schauspiel, 1942
- Meister Kastell, Komödie, 1948
- Der Komet, Schauspiel, 1948
- Die rote Mütze, Komödie, 1951
- Die Stunde des Herrn Bressel, Schauspiel, 1952
- Wettersturz, Schauspiel, 1952
- Madame de Stael, Uraufführung in Augsburg, 1953
- Frühlingsfest auf Ithaka, Eine Komödie aus der Weltgeschichte, 1954
- Remis, Schauspiel, 1954